# Mackenzie Blackwood
Mackenzie Blackwood (ur. 9 grudnia 1996 w Thunder Bay) – kanadyjski hokeista, gracz NHL, reprezentant Kanady.

## Kariera klubowa
- Thunder Bay Kings (2011 – 2012)
- Elmira Sugar Kings (2012 – 2013)
- Barrie Colts (2013 – 30.12.2015)
- New Jersey Devils (30.12.2015 –)
  -  Albany Devils (2016 – 2017)
  -  Adirondack Thunder (2017 – 2018)
  -  Binghamton Devils (2017 – 2018)

## Kariera reprezentacyjna
- Reprezentant Kanady na MŚJ U-20 w 2016
- Reprezentant Kanady na MŚ w 2019

## Sukcesy
Reprezentacyjne
- Srebrny medal mistrzostw świata: 2019